# Mirowo Duże
Mirowo Duże – wieś w Polsce położona w województwie pomorskim, w powiecie starogardzkim, w gminie Skarszewy.
W latach 1975–1998 miejscowość administracyjnie należała do województwa gdańskiego.
Do końca 2008 r. w pobliżu Mirowa Dużego istniała osada Mirowo Małe.